# 駱駝祥子
駱駝祥子（らくだのしゃんづ、ルオトゥオシヤンズ）は中国の作家老舍によって1936年雑誌『宇宙風』に発表された作品。

## あらすじ
1920年代の北京を舞台に貧しい人力車夫「祥子」を描いた小説。
賃貸しの人力車を引きながらこつこつと貯金をし、3年働いた末に自分の車を手に入れる祥子。しかし仕事中に軍閥の敗走兵に捕まり車も失う。
車を失った祥子は劉四爺（りゅうすーいえ）の経営する車屋｢人和車廠｣に雇われる。店を切り盛りする劉の娘である虎妞（ふーにょう）は、以前から祥子に思いを寄せており、祥子に強引に結婚を迫る。
祥子は一時人和車廠を辞め、曹先生のお抱え車夫となり生計を立てるのだが、曹が危険思想を持っているという嫌疑を掛けられ、祥子は刑事から見逃す代わりに貯金を奪われることとなる。
祥子は再び人和車廠へと戻り虎妞と結婚し子供も授かるが、難産により母子ともに死去。
さらに、お互い憎からず思っていた隣家の娘の小福子（しゃおふーづ）とも別れることとなる。
その後小福子は売春宿に売られたことを苦に自殺し、絶望した祥子はルンペンプロレタリアート同然となるのだった。

## 登場人物
- 祥子

本作品の主人公である人力車夫。農村出身。
本作の題名にもなっているあだ名の由来は敗走兵から逃げる時に軍用の駱駝3頭を連れ、場内へ逃げ帰り老人に駱駝を売った所から。
結婚後も虎妞が商売を始めようと助言するが、車夫を続けている。
- 虎妞

人和車廠の経営者である劉四爺の娘。祥子に惚れており、積極的に迫る。祥子との結婚の際は父親と喧嘩したため、勘当同然で暮らす事となる。祥子との子を身ごもるが、出産の際に母子共に死亡した。
その後人和車廠は経営者が変わったのか、仁和車廠と社名変更している。
- 小福子

祥子夫妻と同じ長屋に住んでいる娘。軍人の元へ嫁いでいた。
父は酒飲みで家計は破綻している。祥子に思いを寄せていたが、売春宿に売られ、最後には首を吊って自殺する。

## 日本語訳
主に「世界文学全集」での訳書
- 『駱駝祥子』竹中伸訳、新潮社、1943年
- 『駱駝のシャンヅ』飯塚朗訳、平凡社、1960年 のち新版
- 『駱駝祥子』杉本達夫訳、河出書房新社、1969年、新版・学研
- 『駱駝祥子』立間祥介訳、集英社、1970年、新版は岩波文庫
- 『駱駝祥子』中山高志訳、白帝社、1991年

## 派生作品
- 舞台作品
  - 1957年に梅阡によって話劇化された他、1998年には江蘇省京劇院によって京劇化もされている。
- 映画
  - 1982年に凌子風監督、張豊毅主演で『駱駝の祥子』が製作された 。
- テレビドラマ
  - 1998年製作。谷智鑫主演。